# Кавабэ, Масакадзу
Масакадзу Кавабэ (яп. 河辺 正三; 5 декабря 1886 — 2 марта 1965) — генерал Японской императорской армии.
Кавабэ родился в префектуре Тояма. В 1907 году окончил Рикугун сикан гакко, в 1915 — Рикугун дайгакко. В 1918—1921 годах был военным атташе в Швейцарии, в 1929—1932 — военным атташе в Германии. В 1932 году получил звание полковника, по возвращении в Японию занимал ряд штабных должностей, затем стал командиром 6-го пехотного полка. В 1933—1934 годах был комендантом Пехотного училища, в 1934—1936 — начальником 1-го отдела Главной инспекции боевой подготовки. В 1936 году получил звание генерал-майора.
С началом японо-китайской войны Кавабэ был отправлен в Китай, где с 26 августа 1937 года стал заместителем начальника штаба Северо-Китайского фронта. 15 февраля 1938 года он стал начальником штаба свежесозданной Центрально-Китайской экспедиционной армии. В марте 1939 года получил звание генерал-лейтенанта.
В сентябре 1939 года Кавабэ был отозван в Японию, где с 12 сентября по 14 октября исполнял обязанности главного инспектора боевой подготовки.
В марте 1940 года Кавабэ стал командиром 12-й дивизии, входившей в состав Квантунской армии, в марте 1941 — командующим 3-й армией, в августе 1942 — начальником штаба Экспедиционной армии в Китае.
18 марта 1943 года Кавабэ был назначен командующим Бирманским фронтом, и оставался на этом посту до августа 1944 года, когда он не смог исполнять обязанности из-за заболевания амёбной дизентерией, и был вынужден вернуться в Японию.
На завершающих этапах войны, когда были нужны опытные командующие для организации защиты собственно Японских островов, Кавабэ 1 декабря 1944 года был назначен командующим Армией центрального района, а с 1 февраля 1945 года стал командующим свежесформированного 15-го фронта. В марте 1945 года он был произведён в генералы, а 8 апреля 1945 года принял командование над Объединённой воздушной армией, составленной из остатков всех японских ВВС.
После капитуляции Японии был оставлен на своём посту для помощи оккупационным властям в расформировании японских вооружённых сил. Он вышел в отставку в конце 1945 года.